# Siphlonurus chankae
Siphlonurus chankae is een haft uit de familie Siphlonuridae. De wetenschappelijke naam van de soort is voor het eerst geldig gepubliceerd in 1952 door Tshernova.
De soort komt voor in het Palearctisch gebied.